# Dextroanfetamina
La dextroanfetamina es una droga psicoestimulante. Es una amina simpaticomimética no catecolamina que es el estereoisómero dextrógiro de la molécula de anfetamina. La molécula de anfetamina tiene otro estereoisómero: la levoanfetamina. La dextroanfetamina está disponible como medicamento genérico o bajo varias marcas. La dextroanfetamina es a menudo llamada erróneamente anfetamina, como si fuera un sinónimo, sin embargo, debe recordarse que en los listados y libros especializados el término "anfetamina" se refiere a una clase de estimulantes, y "dextroanfetamina" se refiere a un fármaco específico dentro de esa clase.

## Química
La dextroanfetamina es un poco polar, una base débil y es lipofílica.

## Farmacodinamia
Las anfetaminas como la dextroanfetamina son aminas simpaticomiméticas no-catecolaminas, con actividad estimulante del sistema nervioso central y simpático y es comparable a la metanfetamina. Entre sus acciones periféricas se incluyen elevación de la presión arterial sistólica y diastólica, broncodilatación débil y una acción estimulante respiratoria. No existe evidencia específica que establezca claramente el mecanismo por el cual las anfetaminas producen efectos mentales y de comportamiento en los niños, ni hay evidencia concluyente acerca de cómo estos efectos se relacionan con la condición del sistema nervioso central.

## Usos
La dextroanfetamina fue aprobada para el tratamiento del trastorno por déficit de atención con hiperactividad y la narcolepsia en niños y adultos, y para ayudar a reducir el peso. En experimentos con monos rhesus, el fármaco es uno de los más eficaces supresores del apetito. Se ha utilizado para ayudar a los epilépticos. El fármaco se puede administrar en combinación con escopolamina como una medicina contra el mareo, los astronautas han utilizado esta combinación durante las misiones en el espacio exterior y la consideran efectiva.
La dextroanfetamina se ha encontrado más eficaz que los antidepresivos estándar para aliviar la depresión entre los pacientes con VIH y también puede aumentar su energía. El fármaco ha ayudado a restaurar el vigor físico y la actitud mental positiva en las personas mayores institucionalizadas, de manera que las personas mayores, que habían sido incapaces de cuidar de sí mismos, pudieron volver a casa. Los investigadores en los años 1970 y 1990 encontraron que el fármaco podía acelerar el ritmo de trabajo sin multiplicar los errores en la realización de tareas. Se debe hacer notar que los resultados de laboratorio no se pueden extrapolar a los lugares de trabajo en general. La dextroanfetamina puede ayudar a las personas a mantener un rendimiento satisfactorio en el trabajo, mientras que son privados del sueño.

### Usos de bajo perfil
- Uso en atletismo. El rendimiento deportivo puede mejorarse por la dextroanfetamina, pero las sustancias de la clase de anfetaminas generalmente están prohibidas por las autoridades deportivas reglamentarias.
- Muchos camioneros fueron clientes de derivados anfetamínicos mientras conducían durante la noche para mantenerse alertas.
- En la Guerra del Golfo Pérsico de 1991, los aviadores norteamericanos utilizaron el fármaco. Algunos pilotos consideraron al fármaco una sustancia fundamental para el funcionamiento superior de sus responsabilidades.[3] Una evaluación externa concluyó que la eficiencia y la seguridad mejoraba cuando los pilotos estaban bajo la influencia del fármaco.[4]

## Mecanismo de acción
El mecanismo exacto de acción no se conoce. La dextroanfetamina estimula la liberación de noradrenalina de los receptores adrenérgicos centrales. En dosis más altas, se produce la liberación de dopamina desde el sistema mesocorticolímbico y los sistemas de dopamina nigroestriada por inversión de los transportadores de monoaminas. La dextroanfetamina también puede actuar como un agonista directo en el centro de receptores 5-HT y puede inhibir la monoamino oxidasa (MAO). En la periferia, se cree que las anfetaminas causan la liberación de noradrenalina al actuar sobre las terminaciones nerviosas adrenérgicas y los receptores alfa y beta. La modulación de las vías serotoninérgicas puede contribuir al efecto tranquilizante.

## Inconvenientes
En pruebas con voluntarios sanos se descubrió que tomar dextroanfetamina suficiente para producir euforia también fue suficiente para producir manía. El fármaco puede causar un accidente cerebrovascular y normalmente debe evitarse si los pacientes tienen enfermedad del corazón, endurecimiento de las arterias, la presión arterial alta, glaucoma, hipertiroidismo, inquietud, y un historial de abuso de drogas actual o pasado. Algunos problemas del corazón se han atribuido a varios años de abuso del fármaco. También se ha observado daño cerebral.

## Factores de abuso
Investigadores hallaron que los abusadores pueden adquirir tolerancia a los efectos psicológicos de la dextroanfetamina mientras que los efectos sobre la presión arterial siguen siendo fuertes. Por lo tanto, aumentar la dosis para mantener un nivel psíquica elevado puede plantear tanto peligro a un usuario habituado como a alguien poco acostumbrado al fármaco.

## Uso en embarazo y lactancia
La dextroanfetamina, como cualquier anfetamina, es excretada en la leche humana. Las madres que toman dextroanfetamina deben ser advertidas de abstenerse de amamantar. Como con muchos fármacos, los efectos sobre el desarrollo fetal son desconocidos. Un caso de defecto de nacimiento grave fue notificado en una mujer que utilizó dextroanfetamina durante el primer trimestre del embrazo, sin embargo, la significación de esa instancia es incierta en virtud de que ella también usaba lovastatina (un medicamento para reducir el colesterol en las personas en grave riesgo de ataque al corazón), y es sabido que la lovastatina por sí mismo es considerada altamente peligrosa para el desarrollo fetal. Se ha informado sobre una asociación estadística entre el uso materno de dextroanfetamina y defectos cardíacos en infantes. La dextroanfetamina se ha recetado para su uso en el embarazo sin efectos adversos aparentes en los niños, pero se considera actualmente potencialmente peligrosa. Las posibles consecuencias merecen una discusión a fondo entre el médico y la paciente embarazada.